# Centrale nucléaire de Koursk
Pour les articles homonymes, voir Koursk (homonymie).
La centrale nucléaire de Koursk (en russe : Курская АЭС, Kourskaïa AES) est située à Kourtchatov, à 40 km à l'ouest de la ville de Koursk dans l'oblast de Koursk, à l'ouest de la Russie, au bord de la rivière Seïm. La disposition générale de la centrale et son aspect extérieur rappellent à s'y méprendre la centrale nucléaire de Tchernobyl. Elles ont été construites durant la même période.

## Description
Le site comprend quatre réacteurs du type RBMK de puissance 1 000 MWe dont deux sont  définitivement à l'arrêt et deux réacteurs VVER TOI en construction.
La centrale est raccordée au système énergétique unifié de la Russie par :
- six lignes en 330 kV : quatre lignes pour l'alimentation électrique de la région plus deux pour le nord de l'Ukraine .
- trois lignes en 750 kV : une ligne pour la région de Belgorod ; une ligne pour le nord-est de l'Ukraine et une ligne pour la région de Briansk.
- une ligne de 110 kV est utilisée pour l'alimentation de secours pour ses propres besoins.

Les caractéristiques détaillées des réacteurs sont les suivantes :
| Nom du Réacteur | Modèle        | Capacité [MW] | Capacité [MW] | Début de construction | Raccordement au Réseau | Mise en service commerciale | Statut                                      |
| Nom du Réacteur | Modèle        | Brute(Mwe)    | Nette(Mwe)    | Début de construction | Raccordement au Réseau | Mise en service commerciale | Statut                                      |
| --------------- | ------------- | ------------- | ------------- | --------------------- | ---------------------- | --------------------------- | ------------------------------------------- |
| Koursk-1        | RBMK-1000     | 1000          | 971           | 1er juin 1972         | 19 décembre 1976       | 12 octobre 1977             | Mis à l’arrêt définitif le 19 décembre 2021 |
| Koursk-2        | RBMK-1000     | 1000          | 971           | 1er janvier 1973      | 28 janvier 1979        | 17 août 1979                | Mis à l’arrêt définitif le 31 janvier 2024  |
| Koursk-3        | RBMK-1000     | 1000          | 971           | 1er avril 1978        | 17 octobre 1983        | 30 mars 1984                | Opérationnel, mise à l'arrêt prévue en 2033 |
| Koursk-4        | RBMK-1000     | 1000          | 971           | 1er mai 1981          | 2 décembre 1985        | 5 février 1986              | Opérationnel, mise à l'arrêt prévue en 2035 |
| Koursk 2-1      | VVER-1300/510 | 1255          | 1175          | 29 avril 2018         |                        |                             |                                             |
| Koursk 2-2      | VVER-1300/510 | 1255          | 1175          | 15 avril 2019         |                        |                             |                                             |

La construction d'un cinquième réacteur RBMK a démarré en 1985, mais a été arrêtée en 2012.
La construction d'une centrale de remplacement (Koursk 2) (ru) avec réacteurs VVER-TOI a commencé en 2018
Le propriétaire exploitant est l'entreprise d'état Rosenergoatom qui approvisionne l'oblast de Koursk et les 19 régions avoisinantes.

## Risques liés aux combats avec l'Ukraine
Le 27 août 2024, le directeur général de l'Agence internationale de l'énergie atomique (AIEA), Rafael Grossi, visite la centrale nucléaire de Koursk, qui se trouve à moins de 50 kilomètres des combats, après que le gouvernement russe a affirmé, huit jours plus tôt, qu'elle avait été visée par des drones ukrainiens. Il estime que la responsabilité de Moscou eût été d'en suspendre le fonctionnement. Il juge qu'il était « exagéré » de comparer Koursk à Tchernobyl, « mais c'est le même type de réacteurs, et il n'y a pas de protection spécifique ». Selon Robert Kelley, ancien directeur des inspections pour l'agence, « la possibilité d'un incident de type Tchernobyl avec un réacteur qui explose et brûle pendant des jours est de zéro ». Un danger demeure toutefois, selon lui, si un missile touchait les infrastructures de stockage de combustible usagé, ce qui libérerait des gaz et particules radioactifs dans une zone limitée aux alentours.